# 翼指竜亜目
翼指竜類（よくしりゅうるい、学名： Pterodactyloidea）は、Novialoideaに属する翼竜の一群である。翼手竜類（よくしゅりゅうるい）とも呼ばれる。

## 名称
グループの名称は、この一群を代表する属プテロダクティルス（Pterodactylus）の語義「πτερόν/pteron (=翼) + δάκτυλος/dactylos (指)」から採られ、和名はそれを意訳したものである。

## 生物的特徴
翼竜目のもう一つのグループである嘴口竜亜目に遅れて中生代後期ジュラ紀に現れ、以後、白亜紀の終焉までを世界の空に繁栄した。
嘴口竜亜目に比べていっそうの特殊化が進んでおり、祖先種と目される化石はまだ発見されていないが、嘴口竜亜目から進化したことはほぼ間違いないと考えられている。
生息期後期には非常に大型の種が現れたことでも知られ、史上最大の飛翔動物もこのグループに属する一方、最小種プテロダクティルス・エレガンス（Pterodactylus elegans）は翼竜の中でも最小の翼開長25cmほどである。

### 形態
嘴口竜亜目に対して以下のような身体的特徴を持つ。
- 尾は短縮しており、ほとんど退化消失しかかっている。
- 中手骨は長く、最低でも前腕長の半分以上、場合によっては前腕よりも長くなる。
- 頭骨は非常に伸長し、外鼻孔（naris）と前眼窩窓（antorbital fenestra）が一体化して鼻前眼窩窓（nasoantorbital fenestra）となる。大後頭孔は頭骨の下方に向かって開口するため、頸椎は頭骨下部に接続する。
- 後肢の第5趾はほとんど退化消失している。
- 頭蓋骨の前部・後部の正中線上に鶏冠（とさか）状構造が発達することがある。また、歯を失う者も多い。
- 頸椎が伸長して首が長くなっていることがある。
- 後期には身体が大型化し、滑翔・帆翔に適応したと思われる種が多く現れた。
- 胸胴椎の前部が融合して背心骨（notarium）と呼ばれる構造になっていることがある。

### 生態
基本的には魚食性、小型の者は虫食性であると考えられているのは嘴口竜亜目などと変わりはないが、特筆すべき点として濾過摂食性の者が現れていることが挙げられる。
クテノカスマ科の翼竜は上下顎辺縁に細長い歯が外向きにびっしりと並び、プテロダウストロ科では下顎から上向きに細い毛状の濾過構造（真性の歯かどうかは明確にされていない）が並び、時代や場所を超えて似たような濾過摂食に適応した構造を進化させた。
彼らは現生鳥類のフラミンゴやカモ類のように水中の微小生物をその構造で濾過して食べていたと考えられている。

嘴先端に水切りを持つアンハングエラ

また、魚食性の仲間にも捕食行動に即した構造を独立に獲得した者がいる。
クリオリンクス科やアンハングエラ科では、口吻先端に団扇のような半円の鶏冠状構造を有している。
これは一般的には、水面上を飛翔しながら口吻を水面下に投入して餌となる魚を捕まえる際に、水切りとして抵抗を減ずるための構造であったと考えられている。
現生の鳥類にも嘴が側扁（そくへん）している者はいるが、特に口吻先端にそのような鶏冠状構造を発達させたのは翼竜独自の方法である。
「翼竜類は羽ばたく能力を持たず全て滑空のみであった」という旧来の説は現在ではほとんど否定され、翼竜はちゃんと羽ばたいて動的飛翔を行っていたというのが一般的な見方である。
しかし、このグループに属する後期白亜紀に現れた大型種もばたばた羽ばたいて飛翔していたというのは、さすがに現実的ではなく、主な飛翔は滑翔・帆翔によると考えられている。
ジュラ紀や三畳紀の翼竜も飛翔動物である以上、常に羽ばたき飛翔を行っていたのではなく、ある程度の大きさの者は羽ばたきに滑翔・帆翔を織り交ぜて飛翔していたのはほぼ確実であるが、滑翔・帆翔をその主な飛翔形態としていたのが明らかとなったのは後期白亜紀の翼指竜亜目の仲間が最初である。

## 分類

### 上位分類
- †翼竜目 Pterosauria
  - 嘴口竜亜目（ランフォリンクス亜目） Rhamphorhynchoidea
  - 翼指竜亜目（プテロダクティルス亜目） Pterodactyloidea

### 下位分類
翼指竜亜目には以下の科が含まれる。
嘴口竜亜目に対してその科数は4倍となっており、多様性の増大が認められる。
基本的な構成は Wellnhofer (1991) に従っている。

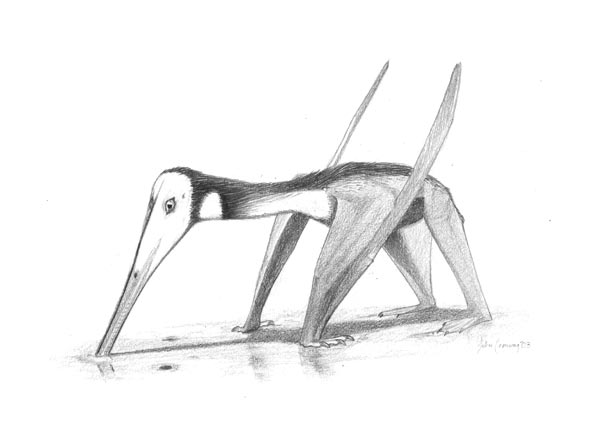
プテロダクティルス・コキの復元図

- プテロダクティルス科　Pterodactylidae　Bonaparte, 1828

後期ジュラ紀、ヨーロッパに分布。翼指竜亜目最古の科。しかしこのグループは、出現した時点ですでに翼指竜亜目としての特徴を全て具えていた。プテロダクティルスを模式属とする。
- ガロダクティルス科　Gallodactylidae　Fabre, 1974

後期ジュラ紀、ヨーロッパに分布。プテロダクティルス科に含める説もある。ただし模式属であるガロダクティルス（Gallodactylus）はキクノランプス（Cycnorhamphus）のシノニムであり無効であるとの見解を1996年にクリストファー・ベネットが提示しており、それを受けた上でアンウィンはキクノランプスをクテノカスマ上科に分類している (Unwin, 2006) 。

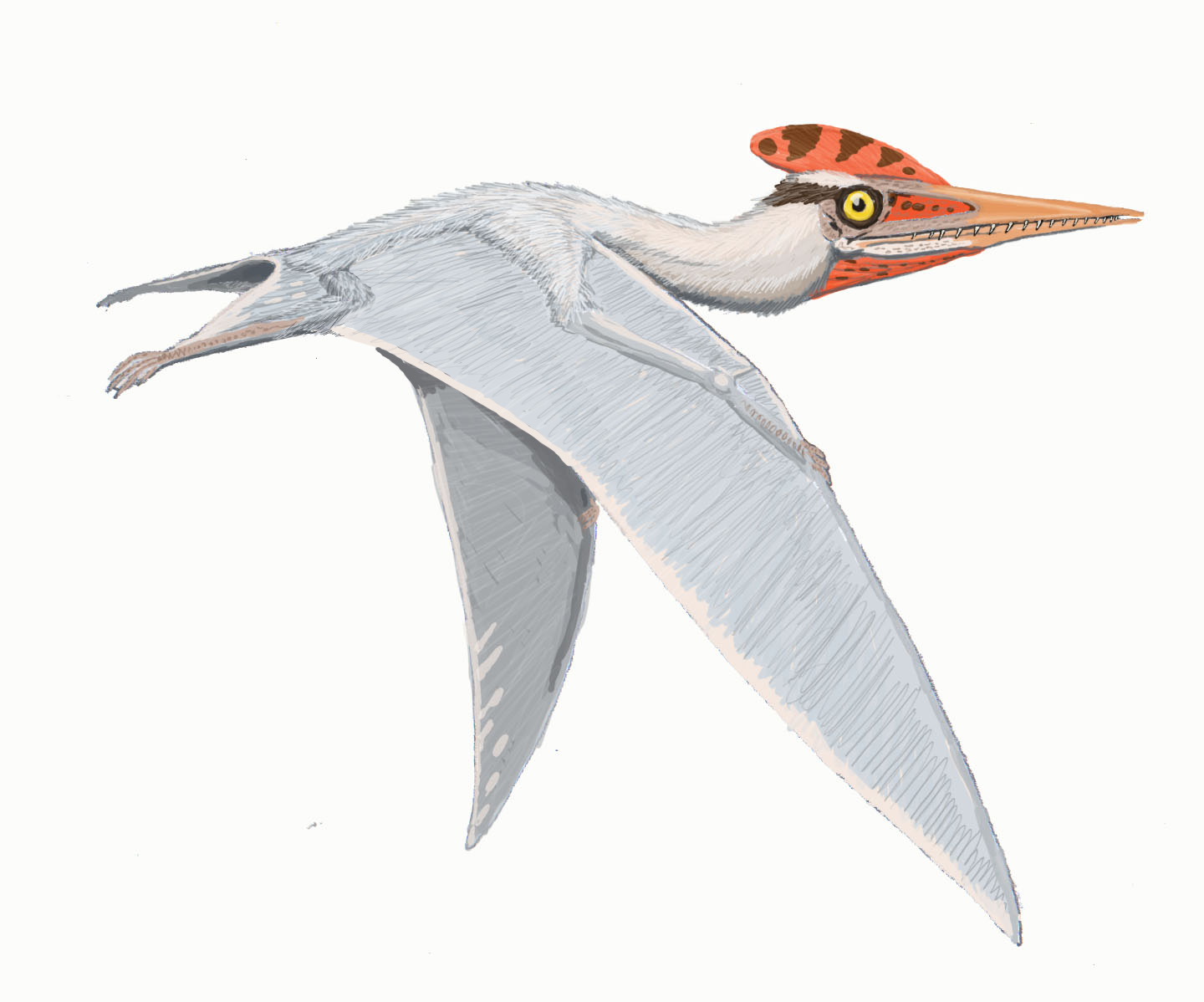
ゲルマノダクティルス属の復元図

- ゲルマノダクティルス科　Germanodactylidae　Young, 1964

後期ジュラ紀ヨーロッパに分布。ズンガリプテルス科に含める説もある。模式属はゲルマノダクティルス（Germanodactylus）。
- クテノカスマ科　Ctenochasmatidae Nopcsa, 1928

後期ジュラ紀、ヨーロッパに分布。濾過摂食性。Nesov(1981) の説によれば後期白亜紀まで生存。クテノカスマ属・グナトサウルス属などを含む。
- プテロダウストロ科　Pterodaustridae　Bonaparte, 1971

後期ジュラ紀から前期白亜紀　南米に分布。濾過摂食性。クテノカスマ科中のクテノカスマ亜科に分類する説もある。模式属はプテロダウストロ。
- ケアラダクティルス科　Cearadactylidae　Wellnhofer, 1991

前期白亜紀、南米に分布。魚食性。クテノカスマ科中のグナトサウルス亜科に分類する説もある。ケアラダクティルス属に代表される。
- タペヤラ科　Tapejaridae　Kellner, 1989

前期白亜紀、南米・中国に分布。歯がなく、前頭部に大きな鶏冠を持つ。模式属はタペヤラ。

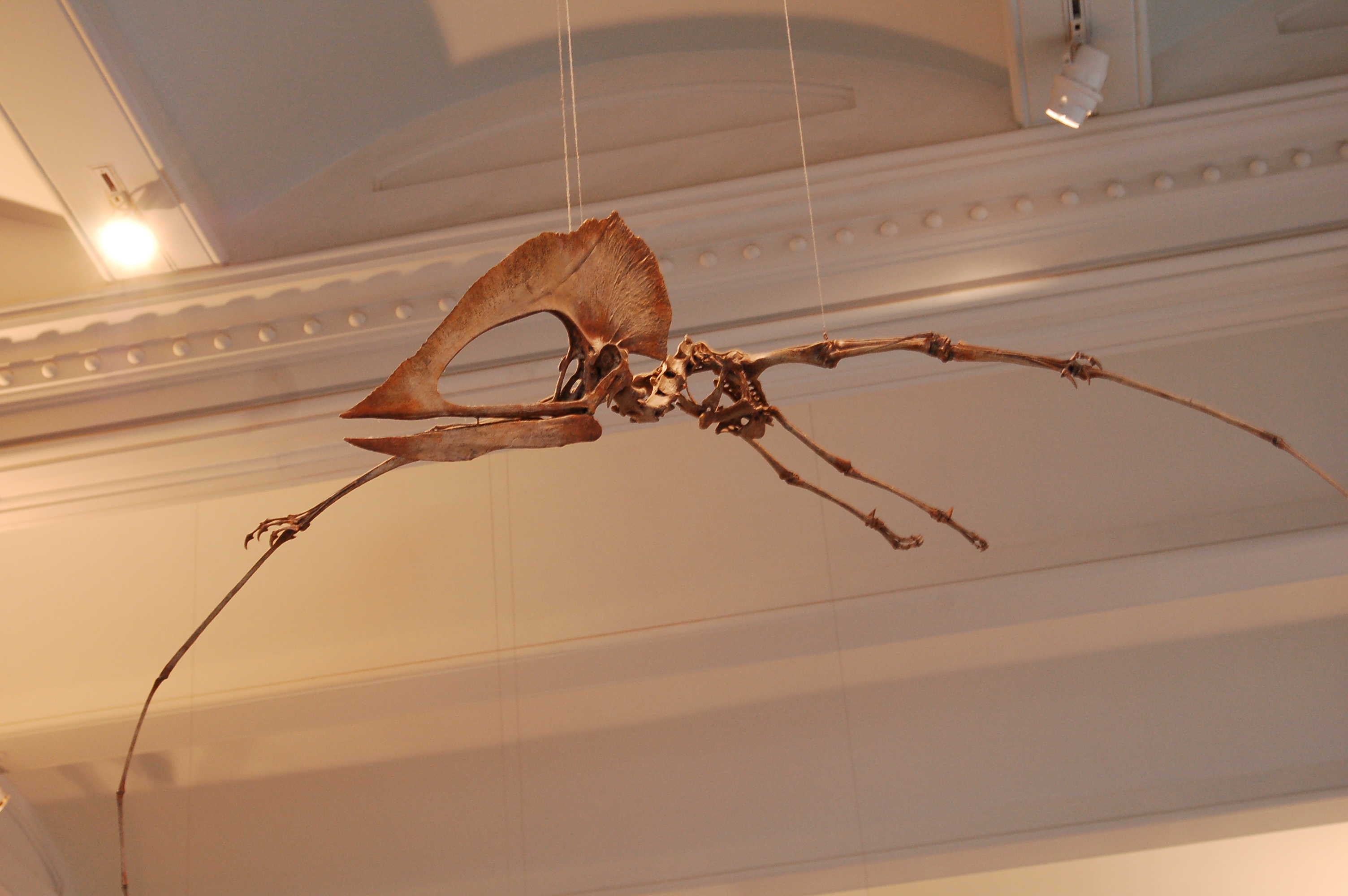
トゥプクスアラ・レオナルディ（Tupuxuara leonardi）の全身骨格化石標本（ニューヨークのアメリカ自然史博物館）

- トゥプクスアラ科　Tupuxuaridae

前期白亜紀、南米に分布。全身骨格が発見されて研究が進んだことから独自の科であるとの説が出されているが、歯が無い、頭部に鶏冠を持つ、等の特徴が共通する事からタペヤラ科に含められることもある。模式属はトゥプクスアラ。
- ズンガリプテルス科　Dsungaripteridae　Young, 1964

後期ジュラ紀から前期白亜紀、東アジアに分布。不確定ながら南米にも分布か。口吻先端がピンセット状になっており、甲殻類や貝類を食べていたのではないかと推測されている。ズンガリプテルス属に代表される。

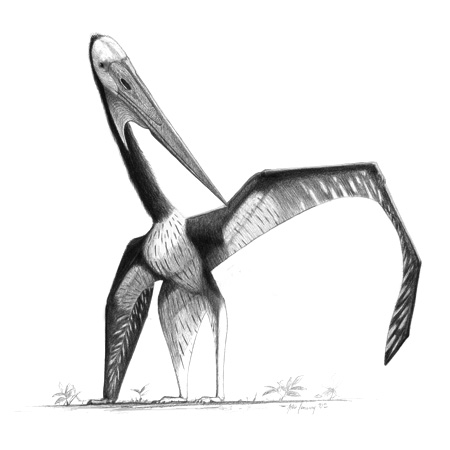
ゼニイアンゴプテルス（チェージャンゴプテルス 、Zhenjiangopterus　アズダルコ科）の復元図

- アズダルコ科　Azhdarchidae　Nesov, 1984

後期白亜紀、ヨーロッパ・北米・中央アジア・西南アジアに分布。大型翼竜を擁するグループで、模式属・アズダルコ（Azhdarcho）と今日知られる限り史上最大の飛翔動物であるケツァルコアトルスのほか、ハツェゴプテリクス（Hatzegopteryx）、バコニドラコ（Bakonydraco）属、その他を含む。
- オルニトケイルス科　Ornithocheiridae　Seeley, 1870

後期ジュラ紀から後期白亜紀、ヨーロッパ・アフリカ・南米に分布。オルニトケイルス（Ornithocheirus）属、リャオニンゴプテルス（リアオニンゴプテルス）属など。
- クリオリンクス科　CriorhynchidaeHooley, 1914

前期白亜紀、ヨーロッパ・南米に分布。魚食性。口吻前端に水切りを持つ。本科に属するクリオリンクスとトロペオグナトゥスをオルニトケイルスのシノニムと見て、オルニトケイルス科に分類する説（Unwin, 2003）もある。
- アンハングエラ科　AnhangueridaeCampos et Kellner, 1985

前期白亜紀、南米に分布。魚食性。口吻前端に水切りを持つ。アンハングエラに代表される。上述のクリオリンクス科を無効とする考えのもとでは、これもオルニトケイルス科に分類される。

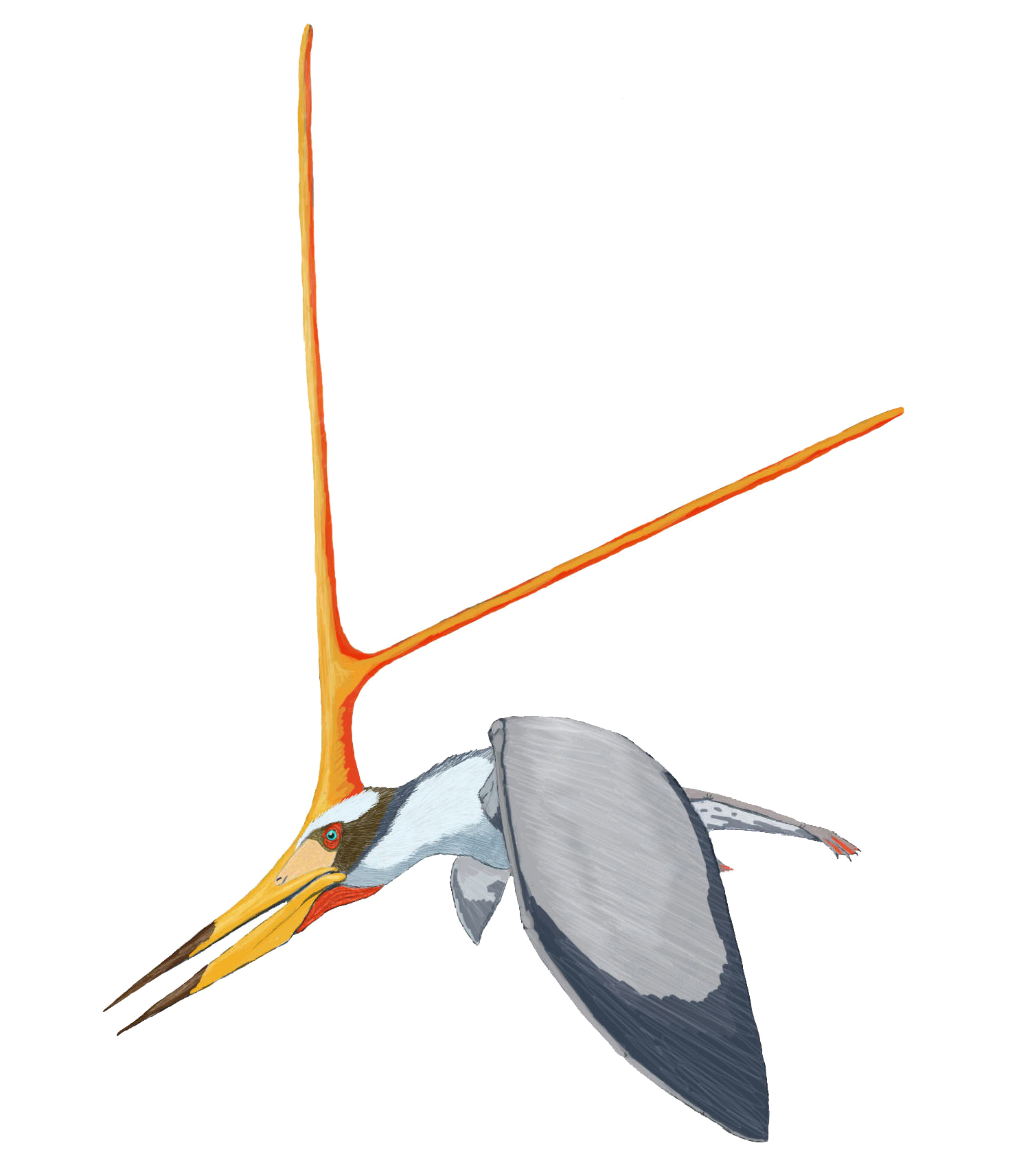
ニクトサウルスの復元図

- イスティオダクティルス科　Istiodactylidae　Howse, Milner & Martill, 2001

前期白亜紀、ヨーロッパに分布。口吻は縦扁し、歯のあるカモの様になっている。この科の模式属であるイスティオダクティルス（Istiodactylus）はほぼ1世紀の間オルニトデスムス（Ornithodesmus）と呼ばれ、それを模式属としたオルニトデスムス科 (Ornithodesmidae　Hooley, 1913) が長らく使用されてきたが、オルニトデスムス属の模式種の標本は、小型獣脚類のものであることが1993年になって指摘された。それまでオルニトデスムスであるとされた翼竜には2001年に新たにイスティオダクティルスという名称が与えられ、同時に新しい科イスティオダクティルス科が命名された。
- プテラノドン科　Pteranodontidae　Marsh, 1876

後期白亜紀、ヨーロッパ・北米・南米・東アジアに分布。日本からも本科と思われる化石が発見されている。プテラノドンを模式属とする。
- ニクトサウルス科　NyctosauridaeWilliston, 1903

後期白亜紀、北米・南米に分布。プテラノドン科に含められる場合がある。ニクトサウルスを模式属とする。